# دالي فورد
دالي فورد (بالإنجليزية: Dale Ford)‏ هو سياسي أمريكي، ولد في 6 يوليو 1942. انتخب عضو مجلس نواب تينيسي.